# クサイ (植物)
クサイ（草藺、Juncus tenuis）は、イネ目イグサ科イグサ属の多年草。別名シラネイ、タチクサイ、ナギナタクサイ。北アメリカ、ユーラシア大陸、日本などに広く生息する。

## 特徴
イグサと違って細長い葉をつくるため、いわゆる草のような形態をしたイグサということで、草藺（くさい）の名がある。全長は15cm～60cm。花期は6月から9月。葉の付け根にある高さ3-6mmほどの葉耳が目立ち、その形に多様性がある。蒴果の長さは3.5-4mmほど。